# Gniewowo (województwo pomorskie)
Gniewowo (dodatkowa nazwa w j. kaszub. Gniewòwò; niem. Gnewau) – wieś w Polsce, położona w województwie pomorskim, w powiecie wejherowskim, w gminie Wejherowo. 
| SIMC    | Nazwa     | Rodzaj    |
| ------- | --------- | --------- |
| 0176466 | Marianowo | część wsi |

W latach 1975–1998 wieś administracyjnie należała do województwa gdańskiego.
Na południu od Gniewowa znajduje się otoczone lasami jezioro Wyspowo. Wieś jest siedzibą sołectwa Gniewowo w którego skład wchodzą również miejscowości Młynki i Nowiny.
We wsi znajdują się liczne pomniki przyrody (m.in. głazy narzutowe). Wieś położona jest na obszarze Trójmiejskiego Parku Krajobrazowego. We wsi rozwija się budownictwo mieszkaniowe jednorodzinne. Ma dobre połączenia komunikacyjne z Wejherowem. Dojeżdża tu linia nr 11 Miejskiego Zakładu Komunikacji Wejherowo. 
Wieś królewska w starostwie puckim w powiecie puckim województwa pomorskiego w II połowie XVI wieku. 
Podczas zaboru pruskiego wieś nosiła nazwę niemiecką Gnewau. Podczas okupacji niemieckiej nazwa Gnewau w 1942 została przez nazistowskich propagandystów niemieckich (w ramach szerokiej akcji odkaszubiania i odpolszczania nazw niemieckiego lebensraumu) zweryfikowana jako zbyt kaszubska i przemianowana na nowo wymyśloną i bardziej niemiecką – Zornwalde, którą w 1943 po raz kolejny zmieniono na Newau